# Octávio Moraes
Octávio Moraes (Belém, Brasil, 9 de julio de 1923-Río de Janeiro, Brasil, 19 de octubre de 2009) fue un futbolista de Brasil que jugó en la posición de delantero.

## Carrera

### Club
| Periodo   | Club               |
| --------- | ------------------ |
| 1942-1952 | Botafogo FR        |
| 1952      | Santos             |
| 1953      | Fluminense FC      |
| 1953      | Portuguesa Carioca |

### Selección nacional
Jugó para Brasil en cuatro partidos de la Copa América 1949 donde anotó un gol y fue campeón del torneo.

## Tras el retiro
Octávio Moraes es considerado como uno de los creadores del futvóley en las playas cariocas. Fue presidente de la Associação de Garantia ao Atleta Profissional (AGAP), durante un triste periodo de la historia del fútbol de Brasil, la muerte de Garrincha. Años después Octávio Moraes se convirtió en columnista para el Jornal do Brasil. Su madre, Eneida de Moraes, fue una gran escritora escritora y la primera cronista de Río de Janeiro.
Octávio Moraes fue el autor del diseño del proyecto de Arquitectura del campo de Concentración de Brasil llamado Granja Comary en Teresópolis.

## Muerte
Octávio Moraes murió a los 86 años el 19 de octubre de 2009 luego de que fuera llevado al hospital de Río de Janeiro a causa de una caída que le fracturó el fémur, donde luego se contagió de neumonía mientras estaba internado.

## Logros

### Club
- Torneio Início do Campeonato Carioca: 1947
- Campeonato Carioca: 1948

### Selección nacional
- Copa América: 1949

### Individual
- Goleador del Torneio Relâmpago de 1946 (4 Goles)[6]
- Goleador del Campeonato Carioca de 1948 (21 Goles)
- 7° Mayor goleador del Botafogo: 171 goles[7]